# Хисарна
Хисарна (the Iron One, Hisama of Troy, Hisarna, Isama, The Iron One) — легендарный конунг готов во время их переселения в Северное Причерноморье.
Родился около 150 г. в Готискандзе (современная Польша), умер около 210 г. в Скифии (Северное Причерноморье, нынешняя Украина).
Король готов в 195—210 гг. Сын Амала и отец Остроготы.